# هيئة (علم الأحياء)

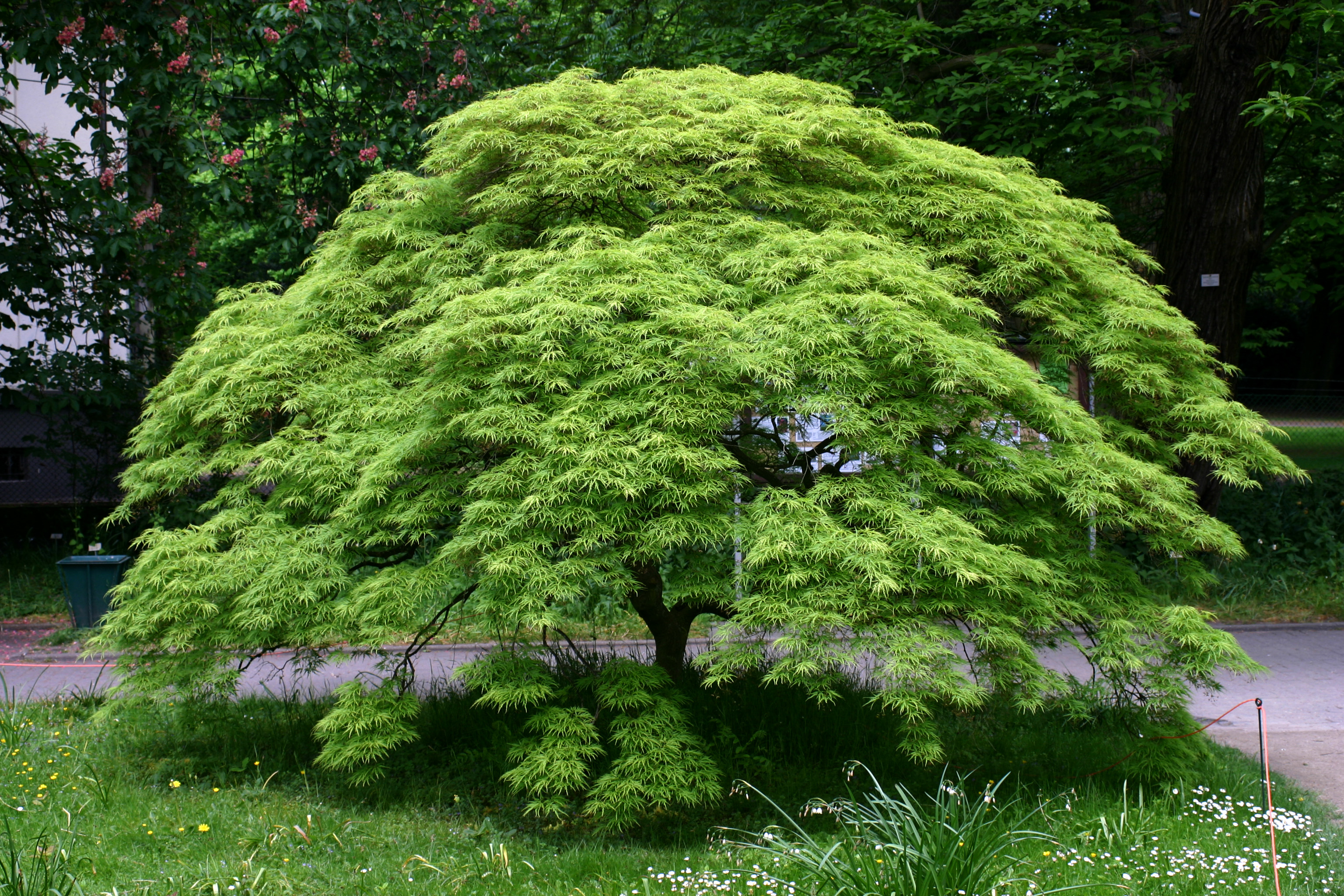
هذا المستنبت من القيقب الكفي له مظهر القبة

الهيئة أو المظهر في علم الأحياء تشير جوانب السلوك أو البنية على النحو التالي:
- في علم الحيوان (خاصة في علم السلوك): تشير إلى جوانب من السلوك الذي يمكن التنبؤ به إلى حد ما، غريزيةً كانت أم مكتسبةً، وقد تشير إلى شكل الحيوان.
- في علم النبات: تشير إلى الشكل المميز الذي ينمو فيه نوع معين من النبات.[3]